# Mezzocorona
Mezzocorona je město v Itálii v provincii Trento. Spolu s městy Mezzolombardo a San Michele all'Adige patří mezi střediska vinařské oblasti Piana Rotaliana. Nachází se u vstupu do údolí Val di Non a je tak důležitým dopravním bodem na cestě do významných rekreačních středisek italských Východních Alp. Město leží mezi řekami Noce a Adiže, z větší části na rovině Piana Rotaliana, částečně i na svazích přiléhajících ke skalám Monte Mezzocorona.            

## Původ názvu
V historii nalézáme přes čtyřicet názvů od německých a italských přes naprosto smíšené. Stejně výrazný je i počet výkladů o původu názvu. Italské corona-koruna se nejčastěji spojuje s tvarem vrcholu nejbližší hory a mezzo-uprostřed se středem údolí. Název Mezzocorona je oficiálně používán od roku 1924.

## Historie
Místo na soutoku řek u spojení dvou výrazných údolí bylo obýváno již v pravěku. Z četných nálezů jsou nejznámější 6 000 let staré kosterní pozůstatky zvané Nonna di Mezzocorona – babička z Mezzocorony. V římských dobách vzrostl význam místa jako stanice na Via Claudia Augusta.
Před regulacemi v 19. století tekla řeka Noce kolem Monte Mezzocorona a ústila nedaleko do Adiže. Jednalo se o nezdravou, bažinatou a neúrodnou oblast. Možnost zemědělských činností umožnovaly pouze suťové svahy při stěnách skalních masivů a na vyvýšenině náplavového kužele Noce při jejím ústí. Zde na soutoku vznikly základy osady San Michele all'Adige, na svazích u Paganelly pozdější Mezzolombardo a uprostřed u úpatí Nonsbergských Alp vznikla osada současného názvu Mezzocorona. Oblast byla od 12. století součástí Tyrolska.

Obživu zajišťovalo zemědělství, především pastva mléčného skotu a řemeslná výroba místního významu, často zpracovávající produkty z Val di Non. V polovině 19. století došlo k regulaci koryta řeky Noce, které bylo vedeno podél masivu Paganella k ústí o mnoho kilometrů níže. Mezi oběma řekami vznikla oblast vinic, která poskytuje zdroj obživy dodnes. Od roku 1909 přispívá k rozvoji města tramvajová trať Trento–Malè–Mezzana. V roce 1929 byla zprovozněna vodní elektrárna Mezzocorona, dodávající energii do místní i celostátní sítě. 

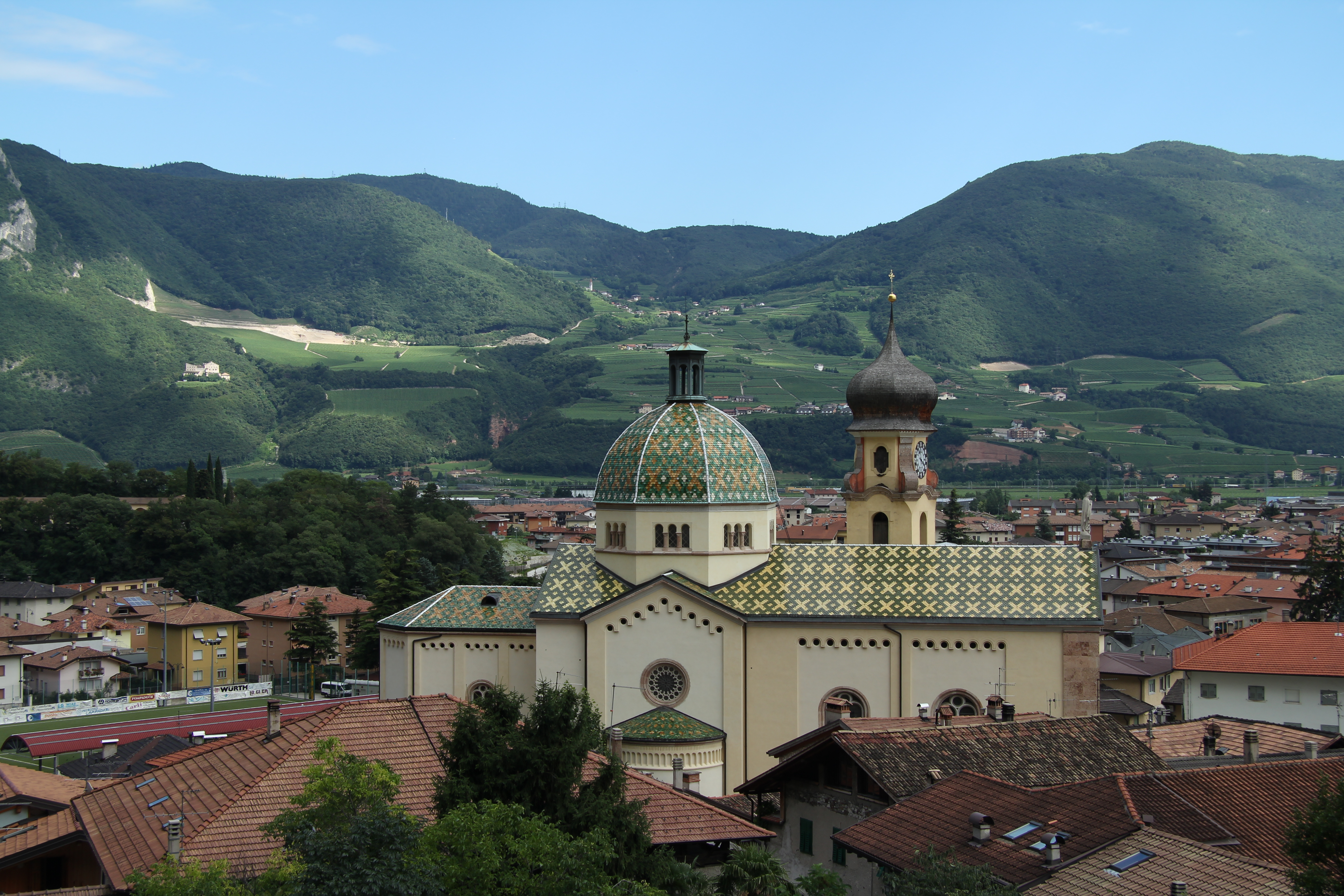
Santa Maria Assunta
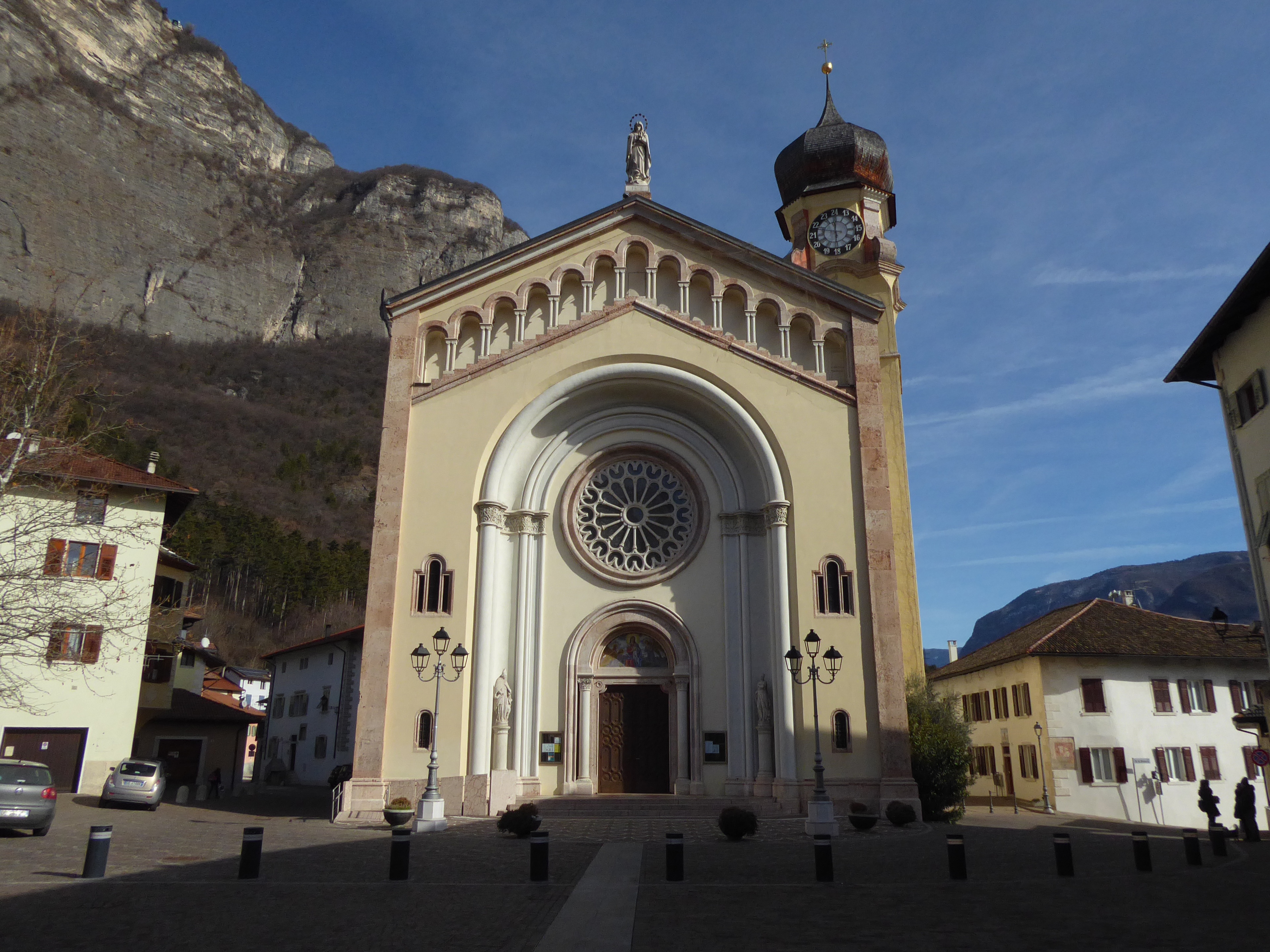
Průčelí Santa Maria Assunta
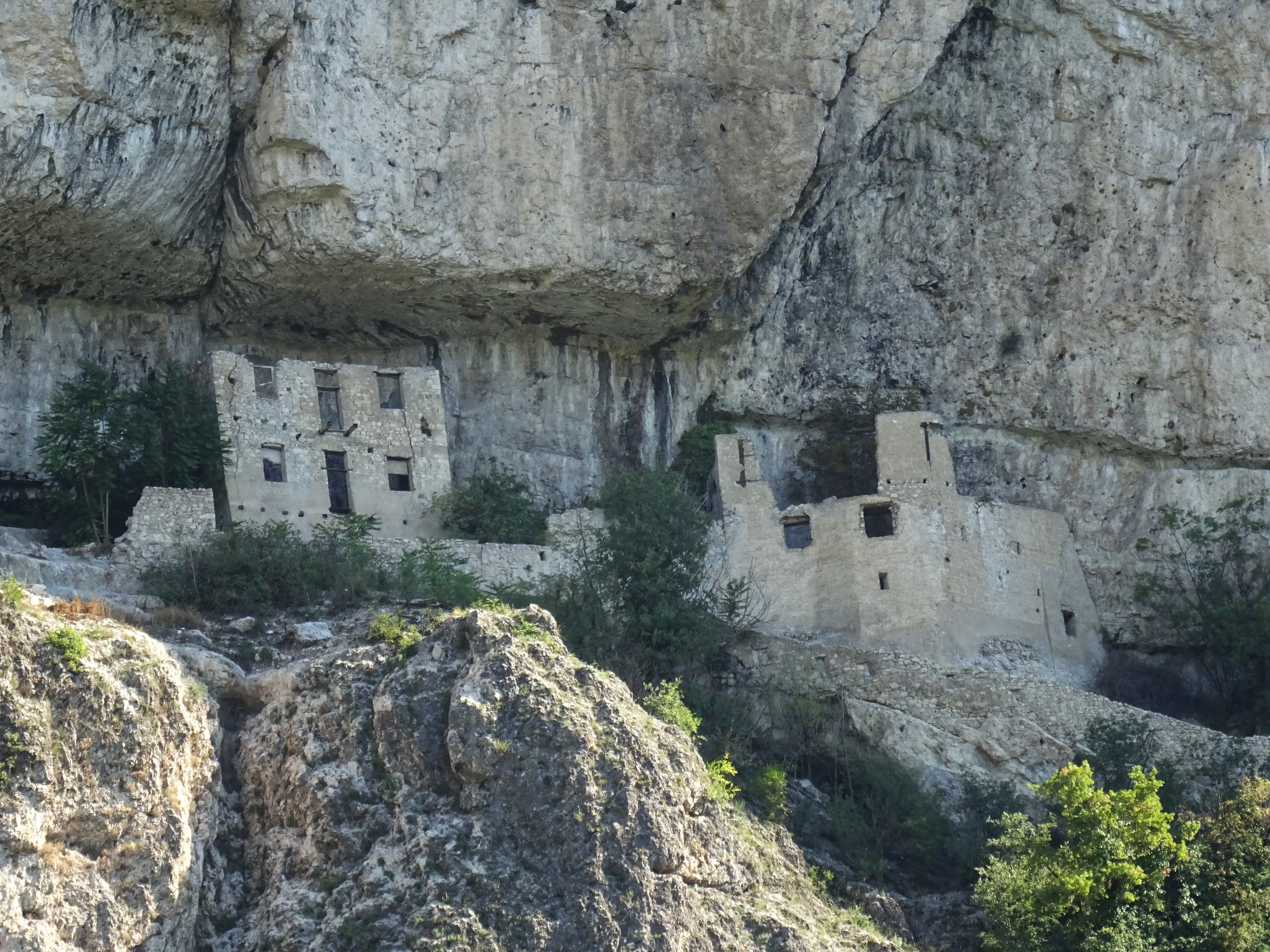
Skalní hrádek San Gottardo
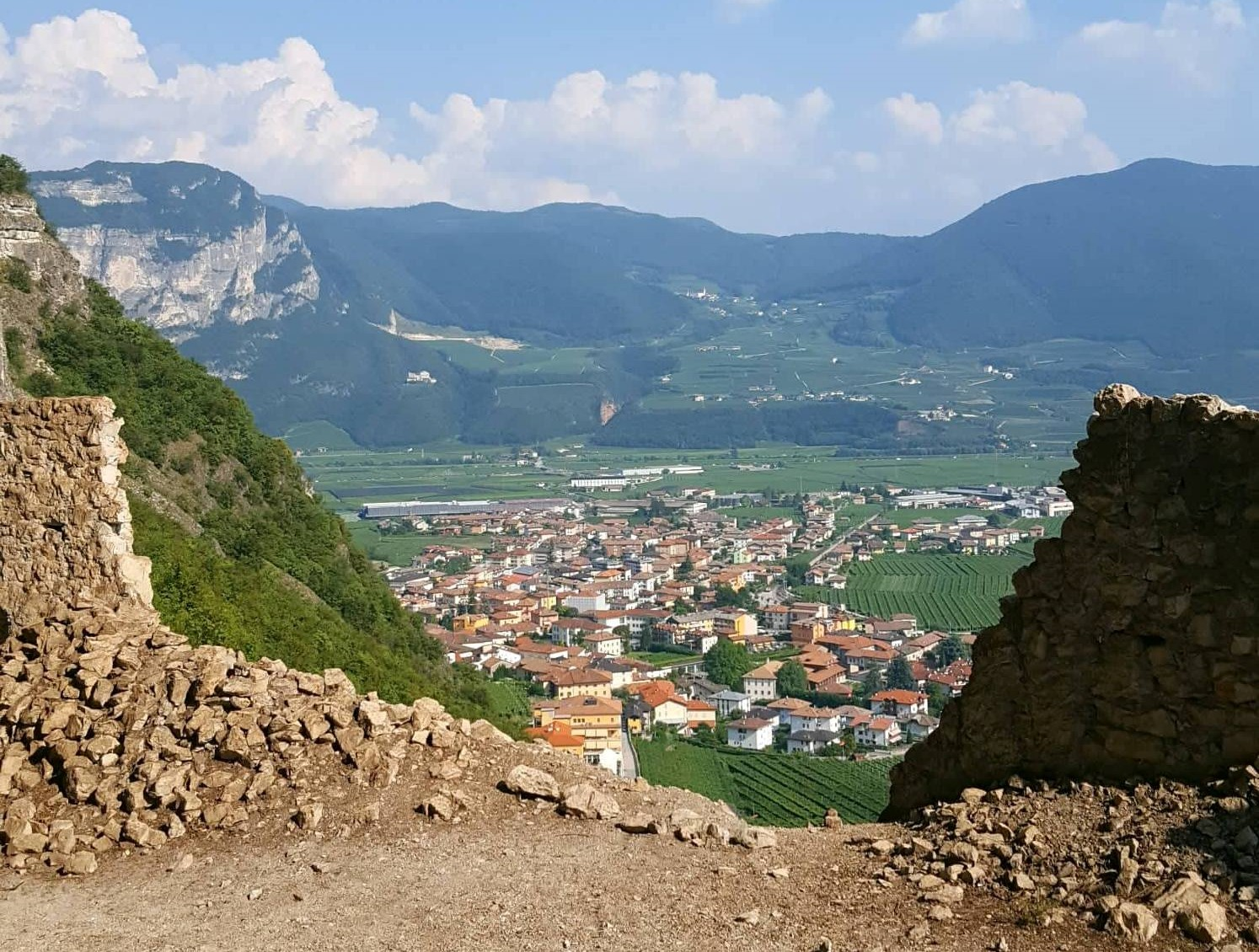
Pohled z hradeb San Gottardo

## Současnost
Většinu pracovních míst poskytuje vinařství. V Mezzocoroně sídlí společnost Mezzocorona Group, která je největším výrobcem vína Teroldego Rotaliano DOC. Na západní části města stojí dálniční mýtnice, odkud směřují silniční trasy do turistických středisek Andalo, Madonna di Campilio, Passo Tonale a Ponte di Legno. Město leží na železniční křižovatce úzkokolejné trati Trento–Malè–Mezzana  a hlavní tratě přes Brennerský průsmyk. Železniční spojení usnadňuje dojezd za prací i turistiku směrem do Val di Non.Významným cílem místní turistiky je Monte Mezzocorona (891 mn.m.). Temene hory lze dosáhnout jednak zajištěnou cestou Via ferrata Burrone Giovanelli, jednak pomocí lanové dráhy. Místo poskytuje rozhled do Piana Rotaliana a je výchozím bodem mezi vrcholy jižních Nonsbergských Alp.

Zcela vlevo vodní elektrárna Mezzocorona,, v popředí regulované koryto Noce, na druhém konci údolí San Michele all'Adige.

### Lanová dráha Mezzocorona-Monte Mezzocorona
Lanovka z roku 1965 je držitelem evropského rekordu v nejstrmějším výškovém rozdílu překonaném na jedno pole. Překonává výškový rozdíl 622 m při celkové délce 933 m. Dvě sedmimístné kabiny jsou schopny přepravit 120 osob za hodinu. Při rychlosti 7,5 m/s je doba cesty menší než 3 minuty.    

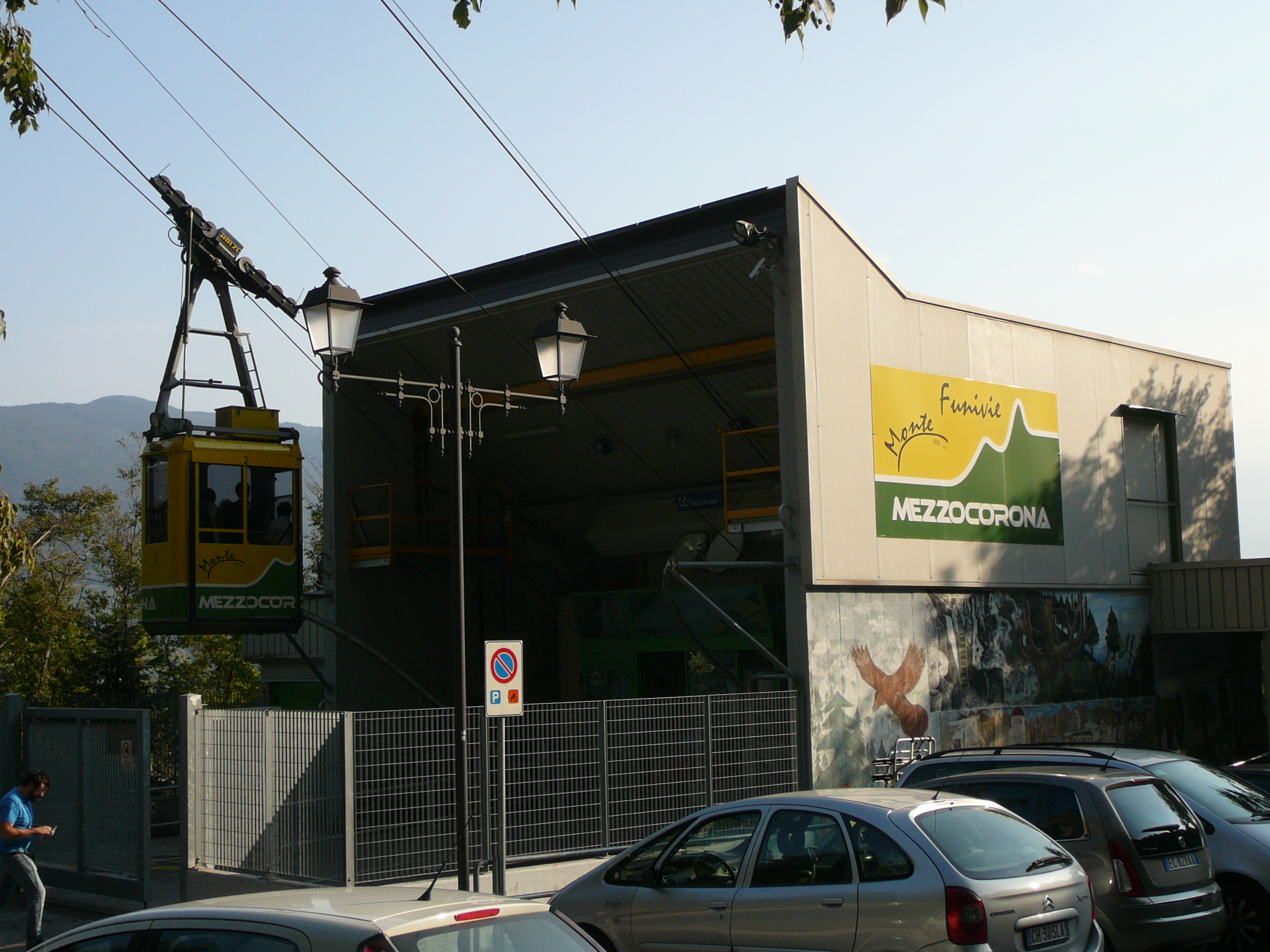
Dolní stanice
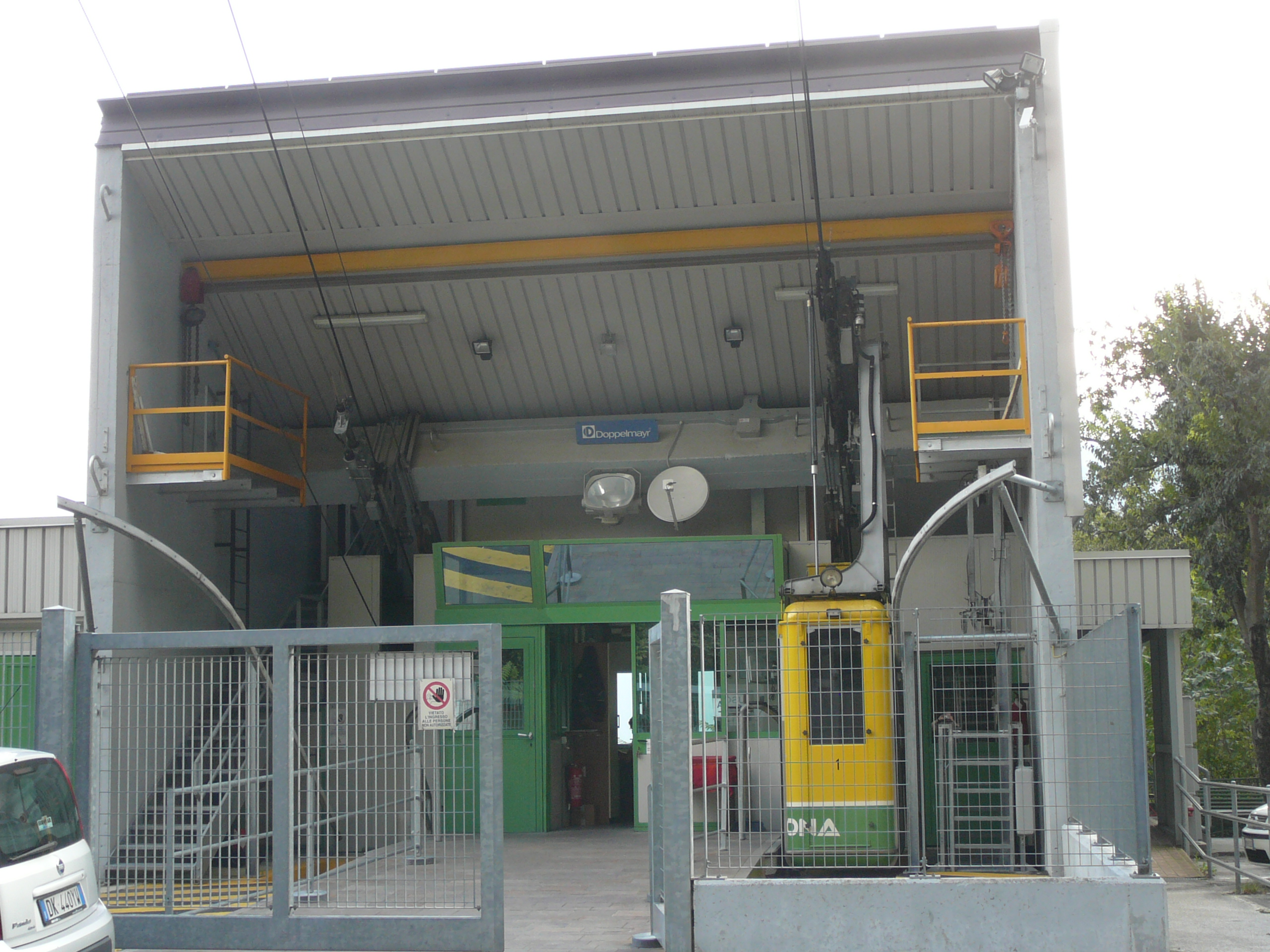
Obě kabiny v protilehlých stanicích
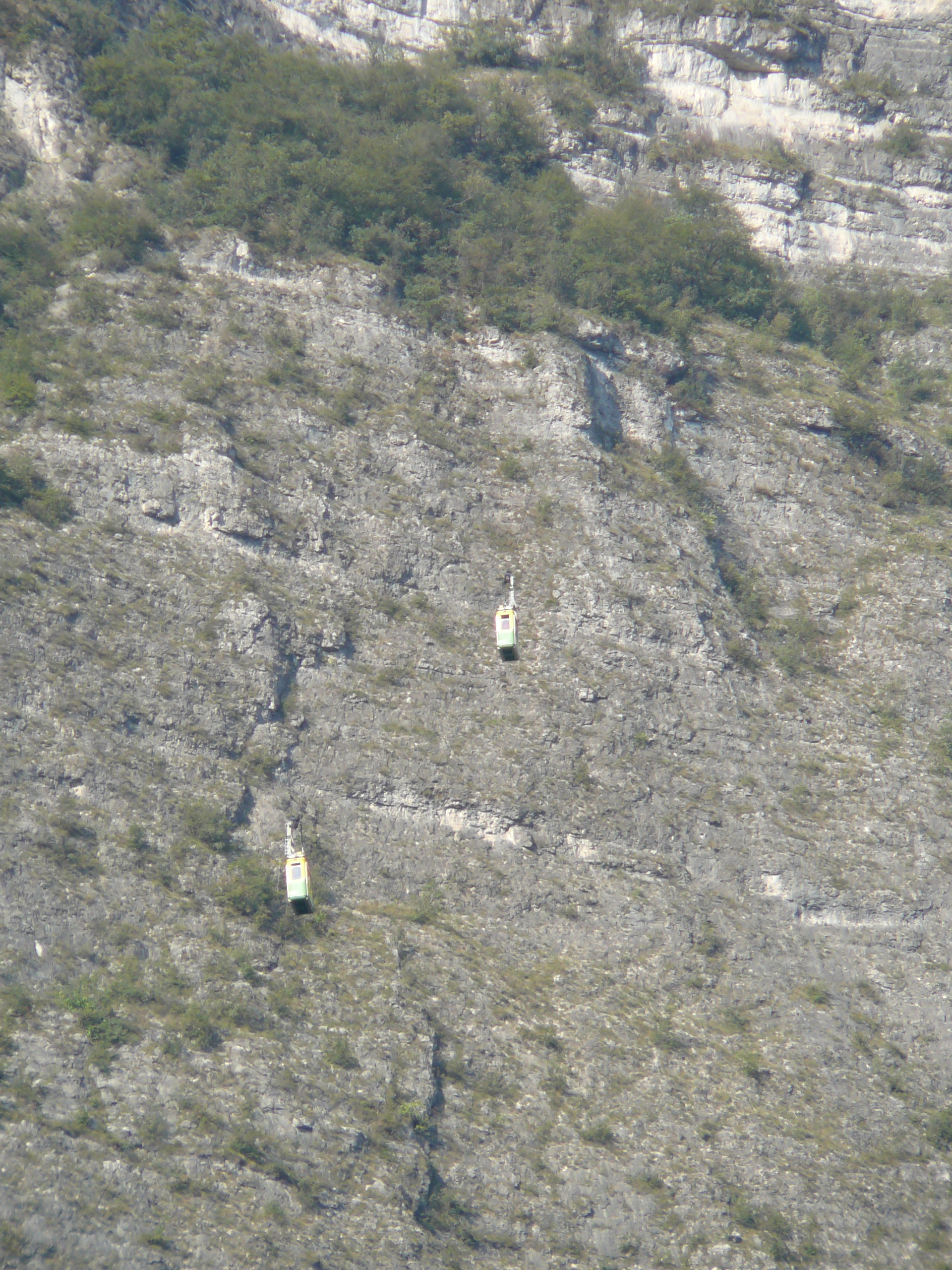
Míjení kabin uprostřed stoupání
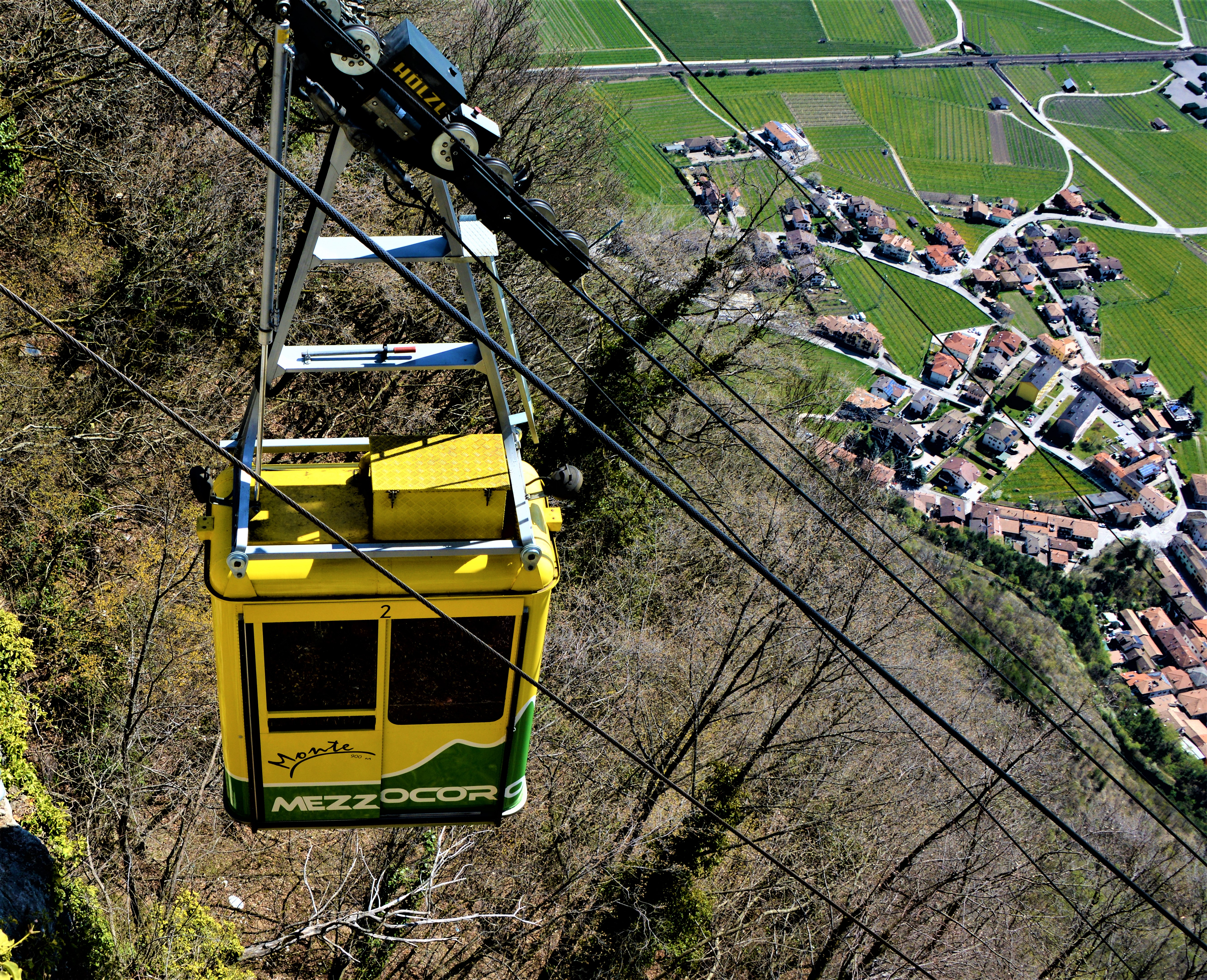
Pohled z kabiny do kabiny
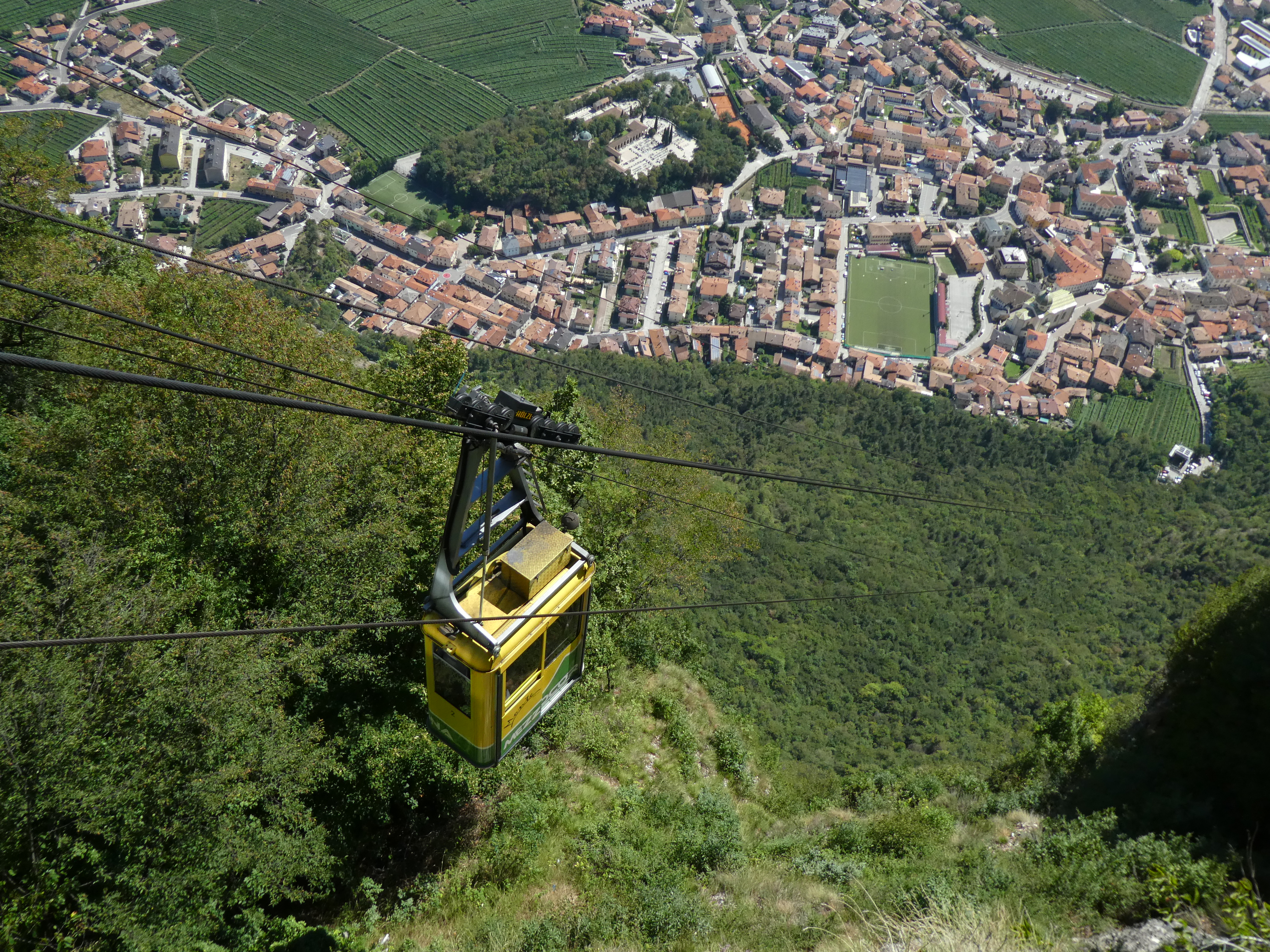
Nad stadionem Calcio Mezzocorona
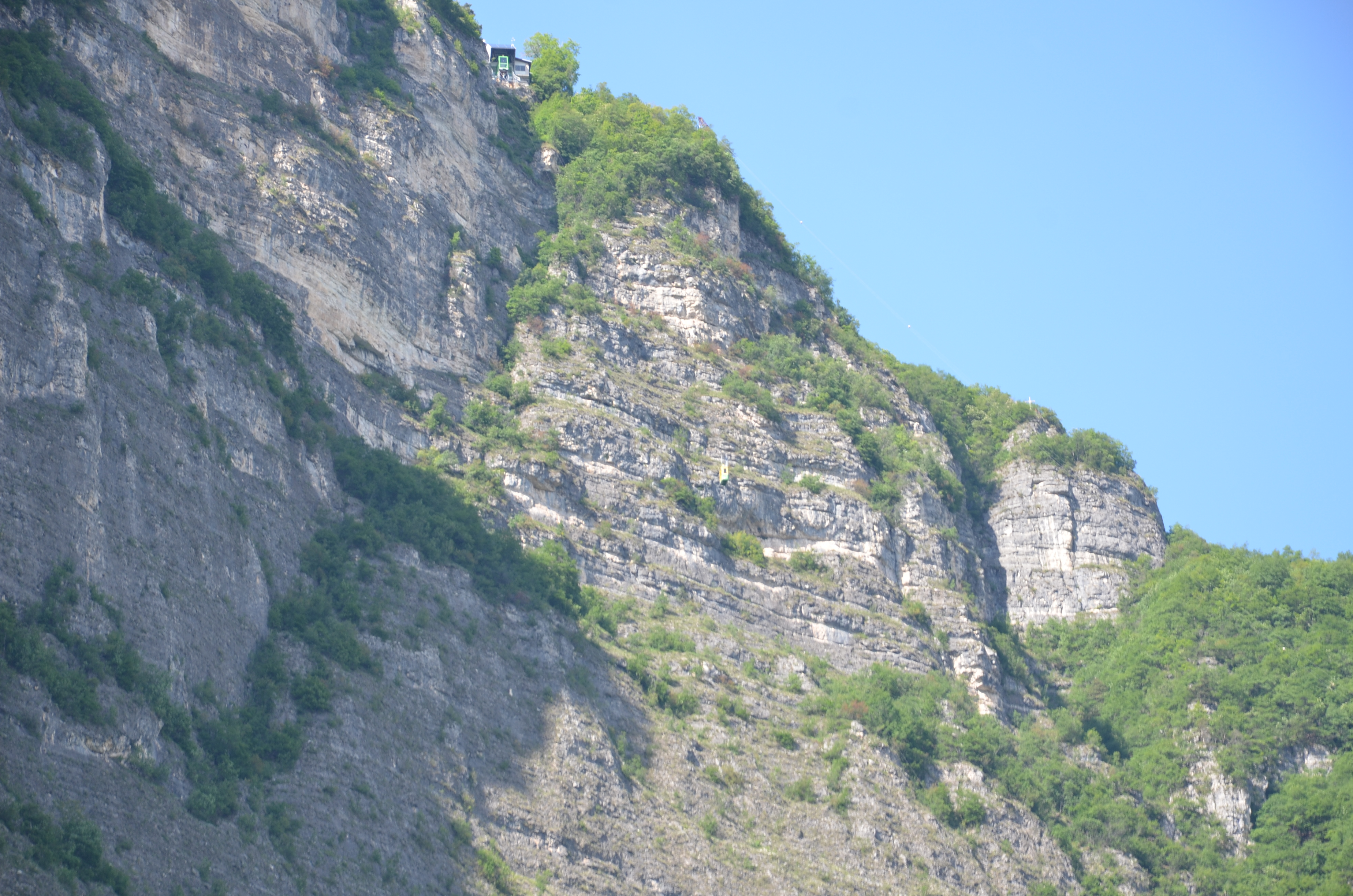
Pohled k cílové stanici